# Grosso tornese
Il grosso tornese, in francese gros tournois, era una moneta francese d'argento emessa a partire da Luigi IX con un decreto del 24 luglio 1266. In origine valeva 12 denari tornesi e aveva un peso di circa 4,22 g con una purezza del 958‰. Il grosso tornese si diffuse in breve tempo in tutta la Francia, e fu imitato anche da diversi stati italiani e tedeschi.

## Storia

### L'origine dei grossi
Tra la fine del XII secolo e l'inizio del XIII le città dell'Italia settentrionale e centrale andarono incontro a una notevole crescita economica, richiedendo così una maggiore quantità di moneta circolante e monete di valore intrinseco maggiore rispetto al denaro. Fu così che nel 1192 nella Repubblica di Venezia il doge Enrico Dandolo autorizzò la coniazione del grosso veneziano, anche detto matapan, una moneta d'argento relativamente puro e dal valore di 24 denari, ovvero 2 soldi. La produzione di grossi si diffuse anche a Genova, Firenze, Milano e successivamente, alla metà del XIII secolo, anche a Roma e Napoli.

### L'emissione dei grossi in Francia e la loro diffusione
Nel corso del XIII secolo le finanze del Regno di Francia furono progressivamente riformate e riorganizzate. Luigi IX durante il regno di attuò alcune fondamentali riforme monetarie: impose la circolazione della moneta coniata dal sovrano in tutta la Francia, limitando ai confini dei loro domini quella coniata dalla nobiltà e al pari di quanto già avvenuto in Italia, il 24 luglio 1266 decretò la ripresa del conio del denaro parigino (equivalente a 2 denari tornesi) e l'emissione del grosso tornese (equivalente a 12 denari tornesi). Il grosso tornese (in francese gros tournois), era tagliato a 58 pezzi al marco di Parigi, ovvero ogni moneta aveva un peso di circa 4,22 g a una purezza di 23 carati, pari al 958‰.
Il grosso tornese riscosse fin da subito un grande successo nel medio commercio riuscendo così a diffondersi rapidamente. Agli inizi del XIV secolo l'aumento del valore dei metalli preziosi porto alla progressiva svalutazione del grosso tornese. La moneta riscosse un grande successo anche fuori dai confini francesi venendo imitata in Italia e nel Sacro Romano Impero.